# Flowblade
Flowblade Movie Editor je svobodný a otevřený video editor pro operační systém Linux.
Projekt začal jeho hlavní vývojář Janne Liljeblad v roce 2009 a od té doby je aktivně vyvíjen. Zdrojový kód je v současnosti umístěn na Githubu.
Flowblade používá jako pracovní postup filmový vkládací model úprav s podobným pojetím, jaké je u technologie pro audio a video Avid. Během úprav spojených s vkládáním jsou záběry při vkládání na časové ose obecně umísťovány těsně za jiné záběry. Úpravy jsou doladěny ořezáním počátečních a koncových bodů záběrů nebo vyjmutím a smazáním částí záběrů.
Flowblade staví většinu své funkcionality na používání multimediálního frameworku MLT (soubor knihoven (s API) a nástrojů pro práci s multimédii). Dalšími editory videa postavenými nad MLT jsou Kdenlive a Shotcut.
Jinými použitými knihovnami jsou efekty frei0r a LADSPA. Flowblade podporuje všechny formáty podporované FFmpeg nebo libav (mezi jinými např. QuickTime, AVI, WMV, MPEG a Flash Video), a podporuje i poměry stran 4 : 3 a 16 : 9 pro PAL a NTSC a různé standardy HD, včetně HDV a AVCHD.

## Vlastnosti
- Upravování záznamu se 4 nástroji pro přesun, 3 nástroji pro ořez, 4 postupy na přidání záběrů do časové osy a funkce pro přetahování. Dostupných je nejvíce 9 spojených obrazových a zvukových stop
- Skládání obrázků pomocí 6 kompozitorů a schopnost míchání, přibližování a oddalování, přesouvání a otáčení animací.
- Filtrování obrazu a zvuku pomocí více než 50 obrazových a 30 zvukových filtrů
- Podpora pro upravovatelné typy záznamů zahrnuje nejběžnější obrazové a zvukové formáty, v závislosti na nainstalovaných kodecích MLT/FFMPEG, bitmapovou a vektorovou grafiku a číslované snímkové sekvence
- Vestavěný titulkový nástroj
- Efektový nástroj G'MIC
- Neomezené klíčování snímků pro vlastnosti animovatelných záběrů
- Výstupní kódování pro nejběžnější obrazové a zvukové formáty[2]